# Sorghum timorense
Sorghum timorense là một loài thực vật có hoa trong họ Hòa thảo. Loài này được (Kunth) Buse miêu tả khoa học đầu tiên năm 1857.